# Bharrat Jagdeo
Bharrat Jagdeo, född 23 januari 1964 i Brittiska Guyana, är en guyansk politiker av indisk härkomst. Han var Guyanas president 11 augusti 1999–3 december 2011. Han tillträdde som president efter att Janet Jagan avgick av hälsoskäl. Jagdeo har vunnit två presidentval: 2001 och 2006. Han var Guyanas premiärminister 9 augusti – 11 augusti 1999.